# Павелківщина
Павелківщина — село, Широкодолинська сільська рада, Великобагачанський район, Полтавська область, Україна.
Приєднано до села Бехтерщина в 1986 році.

## Географія
Село Павелківщина примикає до села Бехтерщина. Селом протікає струмок, що пересихає, із загатою.

## Історія
- 1986 — приєднано до села Бехтерщина[1].